# Glaucopsyche palosverdesensis
Glaucopsyche palosverdesensis är en fjärilsart som beskrevs av Perkins och Emmel 1977. Glaucopsyche palosverdesensis ingår i släktet Glaucopsyche och familjen juvelvingar. Inga underarter finns listade i Catalogue of Life.